# Dammstjärnet
Dammstjärnet är en sjö i Arvika kommun i Värmland och ingår i Göta älvs huvudavrinningsområde. Sjön har en area på 0,121 kvadratkilometer och ligger 300,6 meter över havet.

## Delavrinningsområde
Dammstjärnet ingår i det delavrinningsområde (663113-132175) som SMHI kallar för Rinner till Gunnern-Östra. Medelhöjden är 195 meter över havet och ytan är 28,75 kvadratkilometer. Det finns inga avrinningsområden uppströms utan avrinningsområdet är högsta punkten. Gårdsåsälven som avvattnar avrinningsområdet har biflödesordning 4, vilket innebär att vattnet flödar genom totalt 4 vattendrag innan det når havet efter 292 kilometer. Avrinningsområdet består mestadels av skog (57 procent). Avrinningsområdet har 7,98 kvadratkilometer vattenytor vilket ger det en sjöprocent på 19,2 procent. Bebyggelsen i området täcker en yta av 0,34 kvadratkilometer eller 1 procent av avrinningsområdet.